# Orchis sitiaca
Orchis anatolica là một loài thực vật có hoa trong họ Lan. Loài này được (Renz) P.Delforge mô tả khoa học đầu tiên năm 1990.

## Hình ảnh

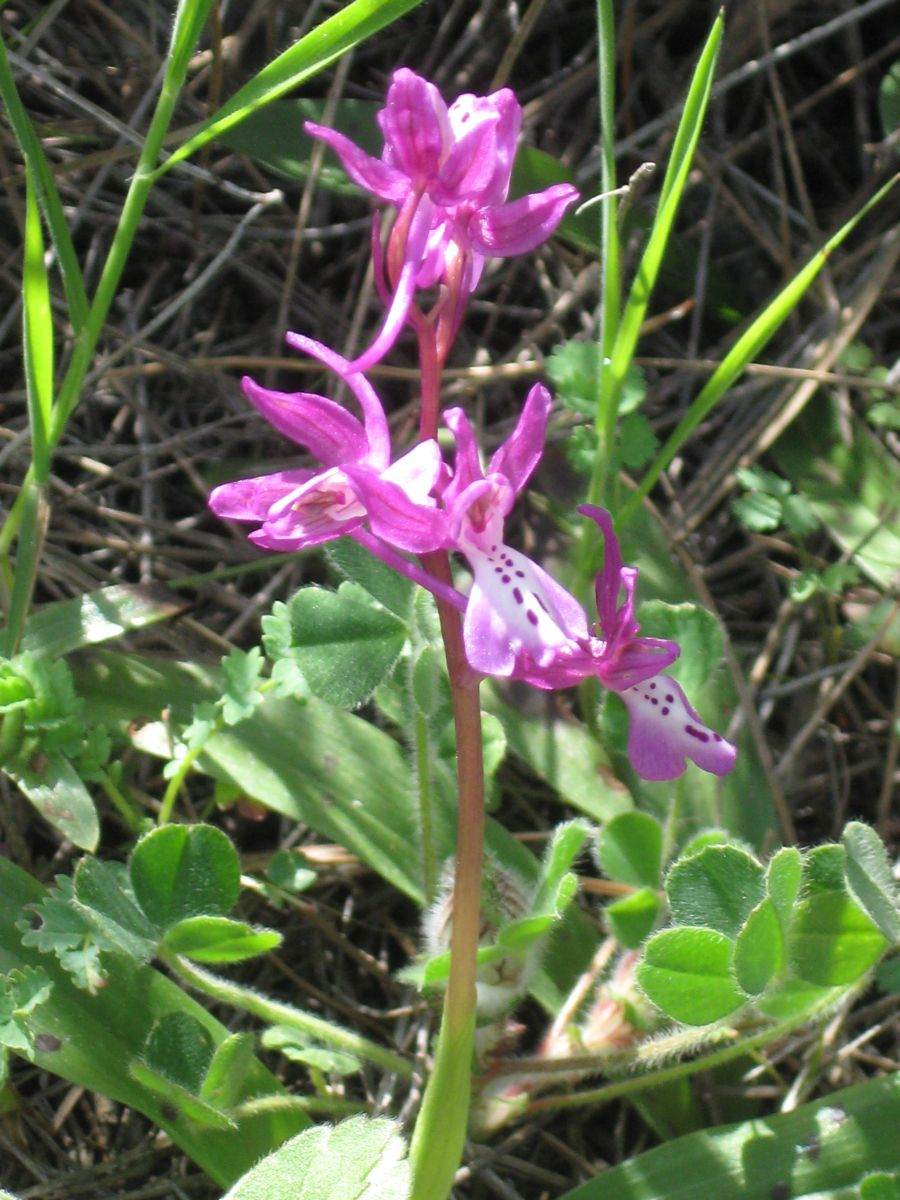
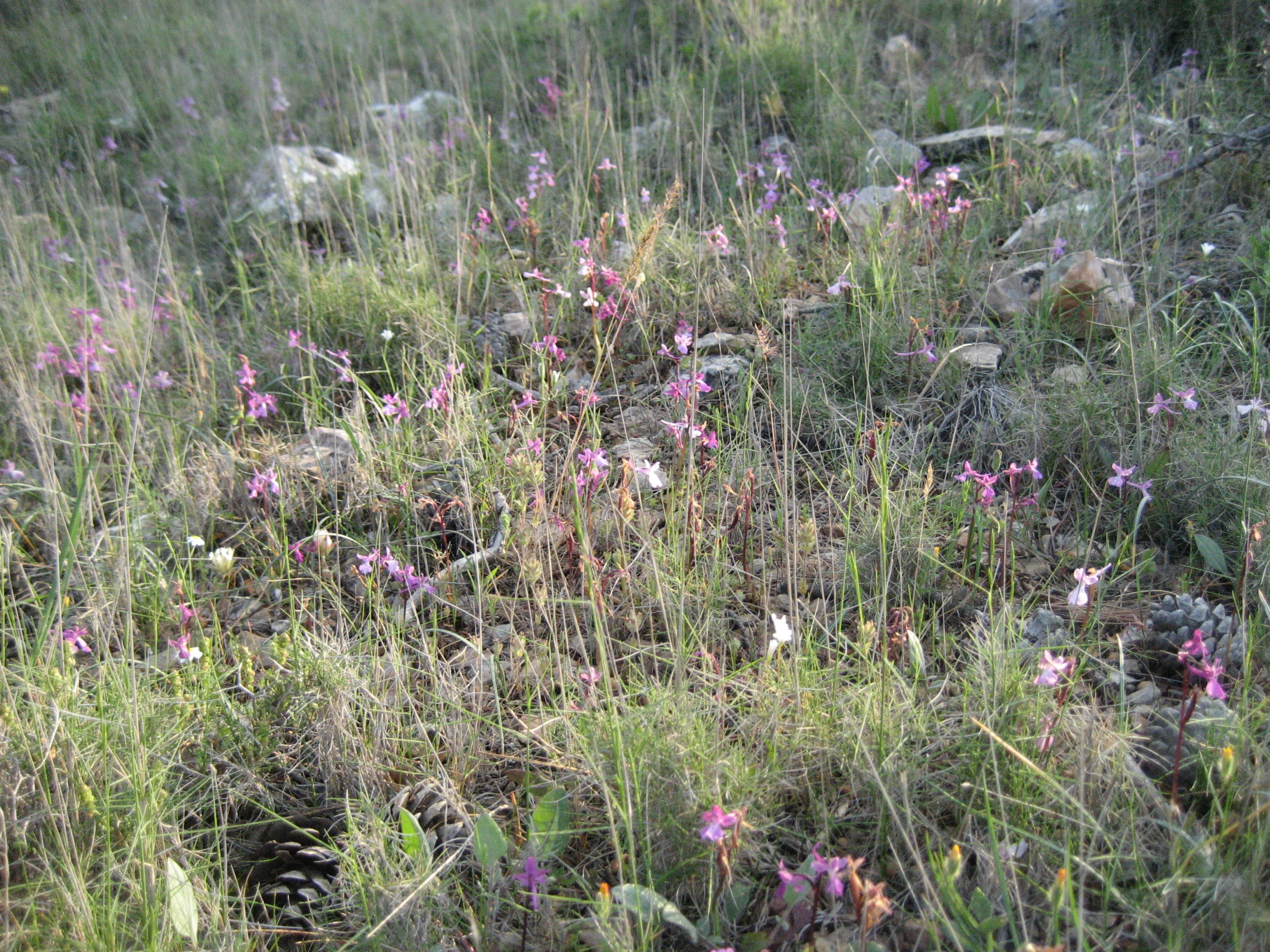
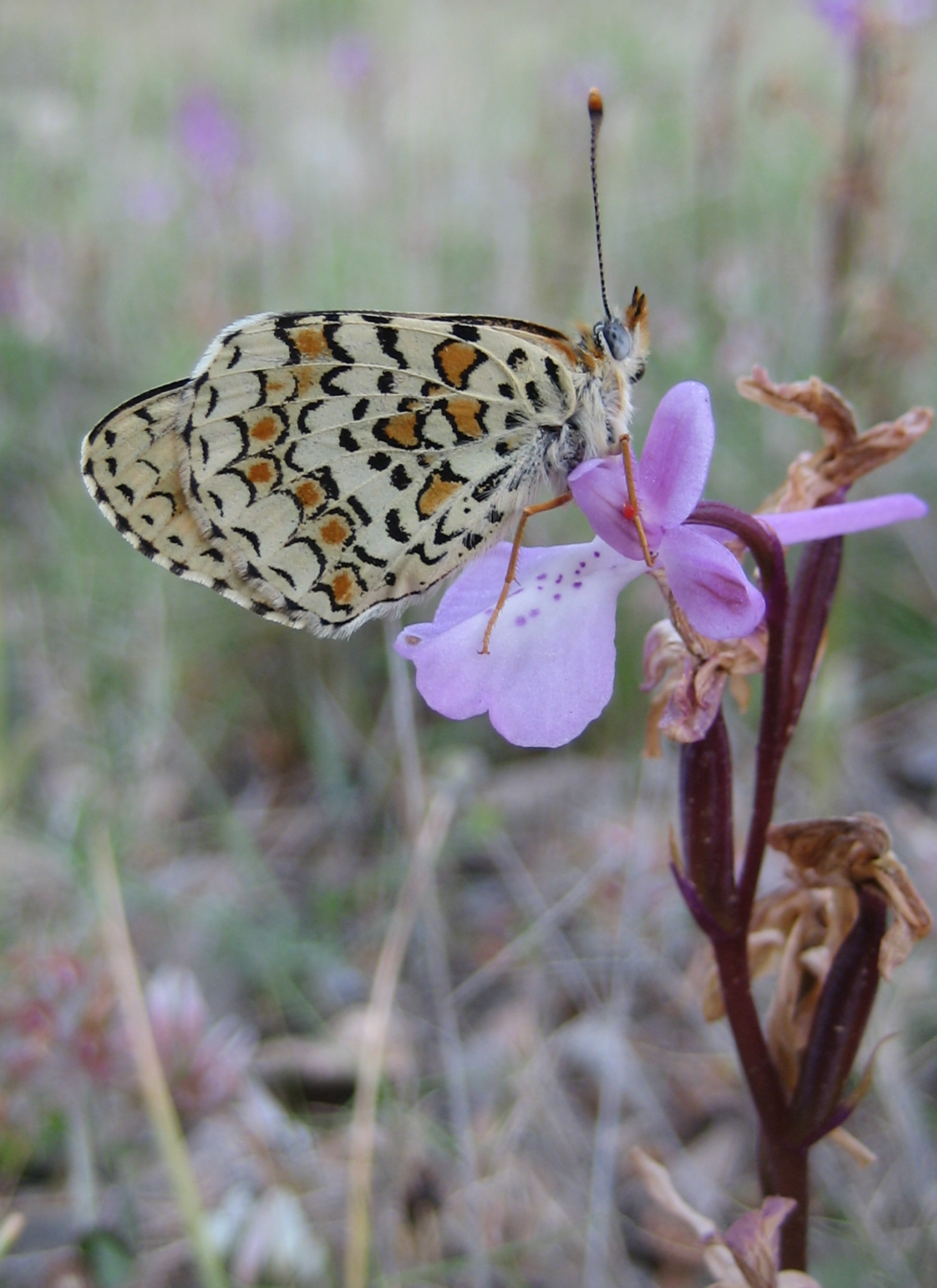
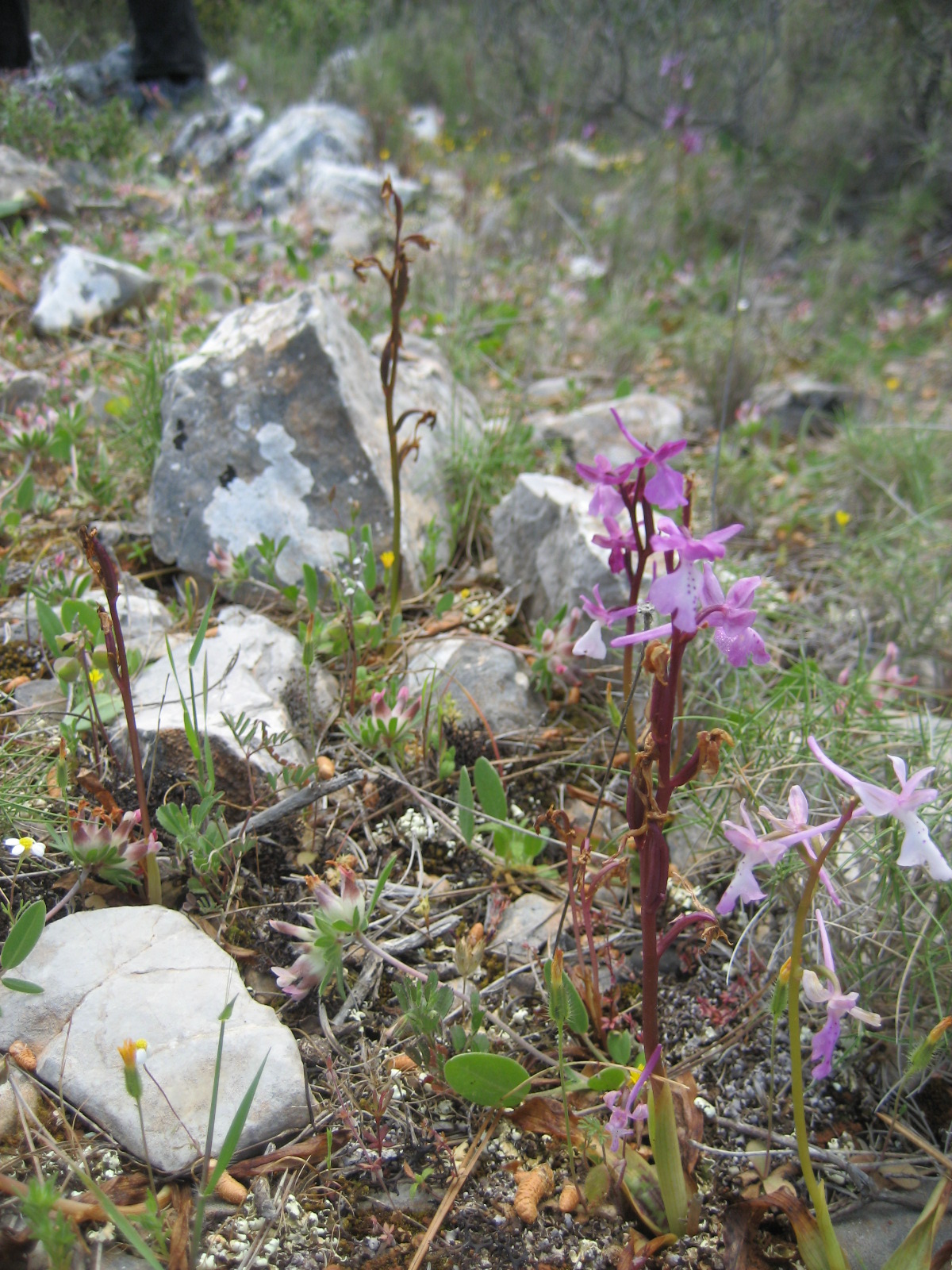